# Кёлльн

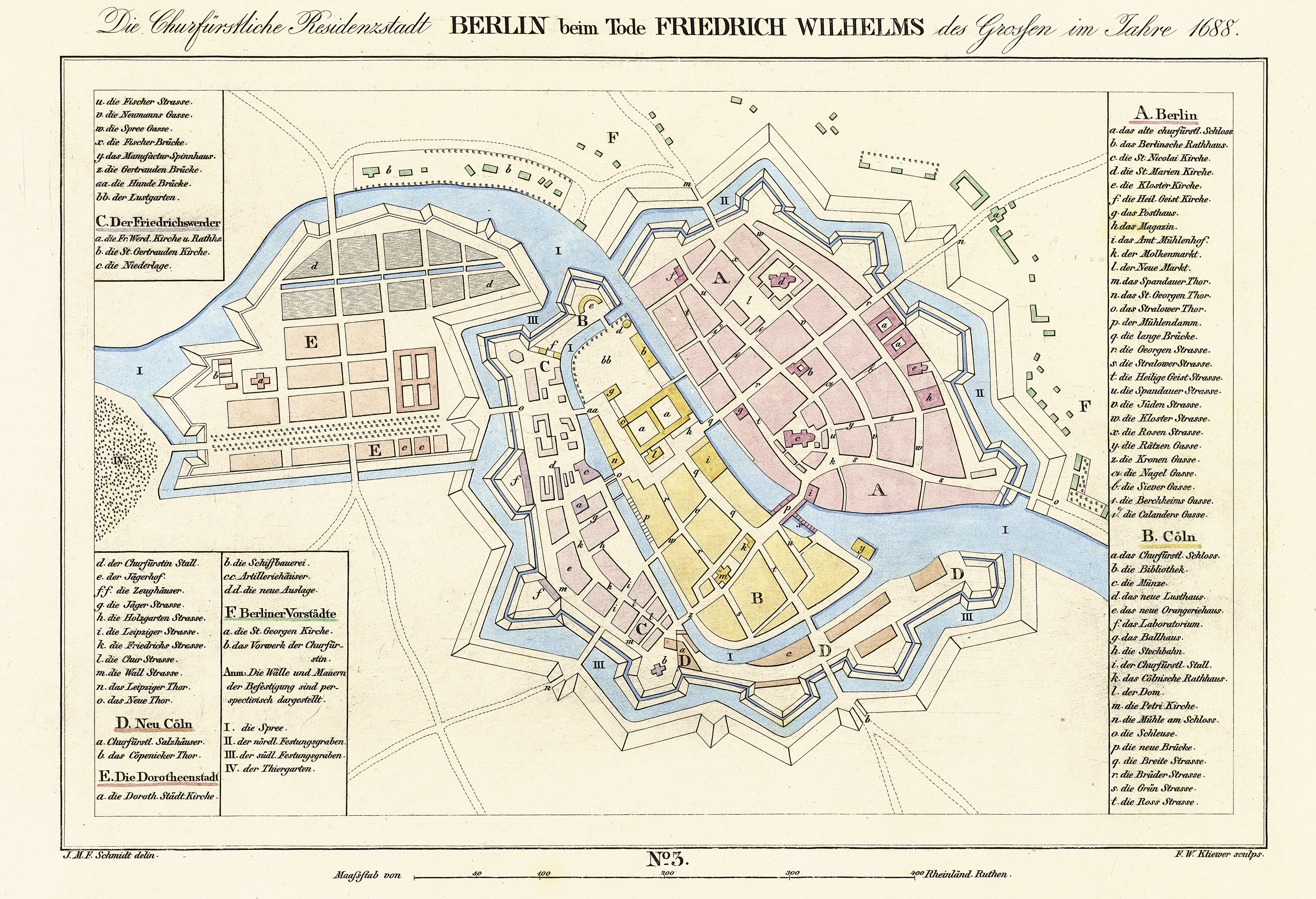
Кёлльн (жёлтым цветом) на карте 1688 года

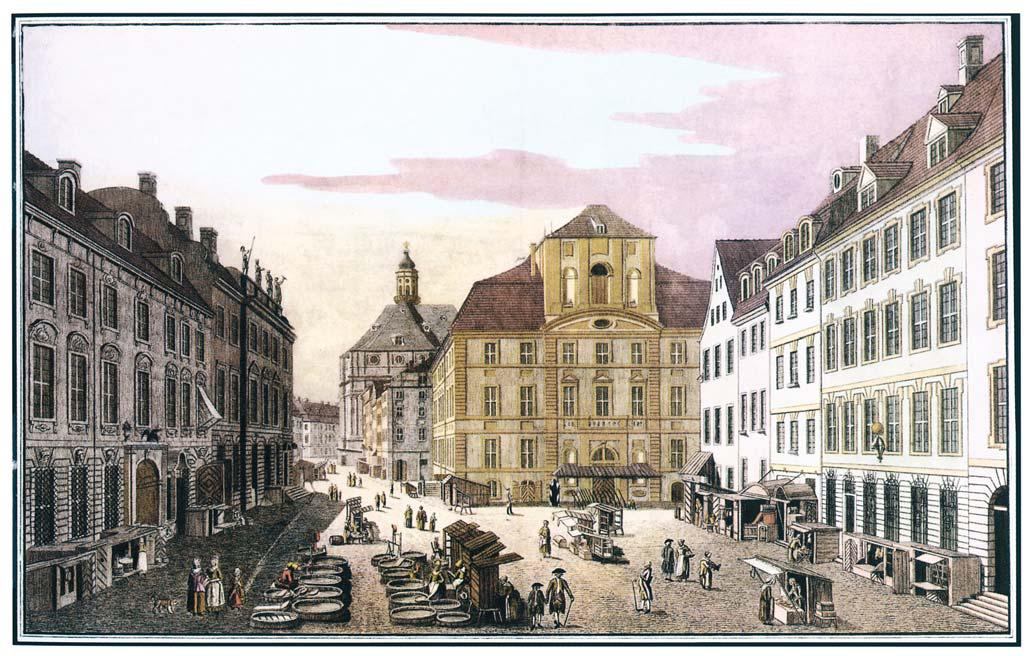
Рыбный рынок в Кёлльне. На заднем плане — барочная Петрикирхе. 1784 год

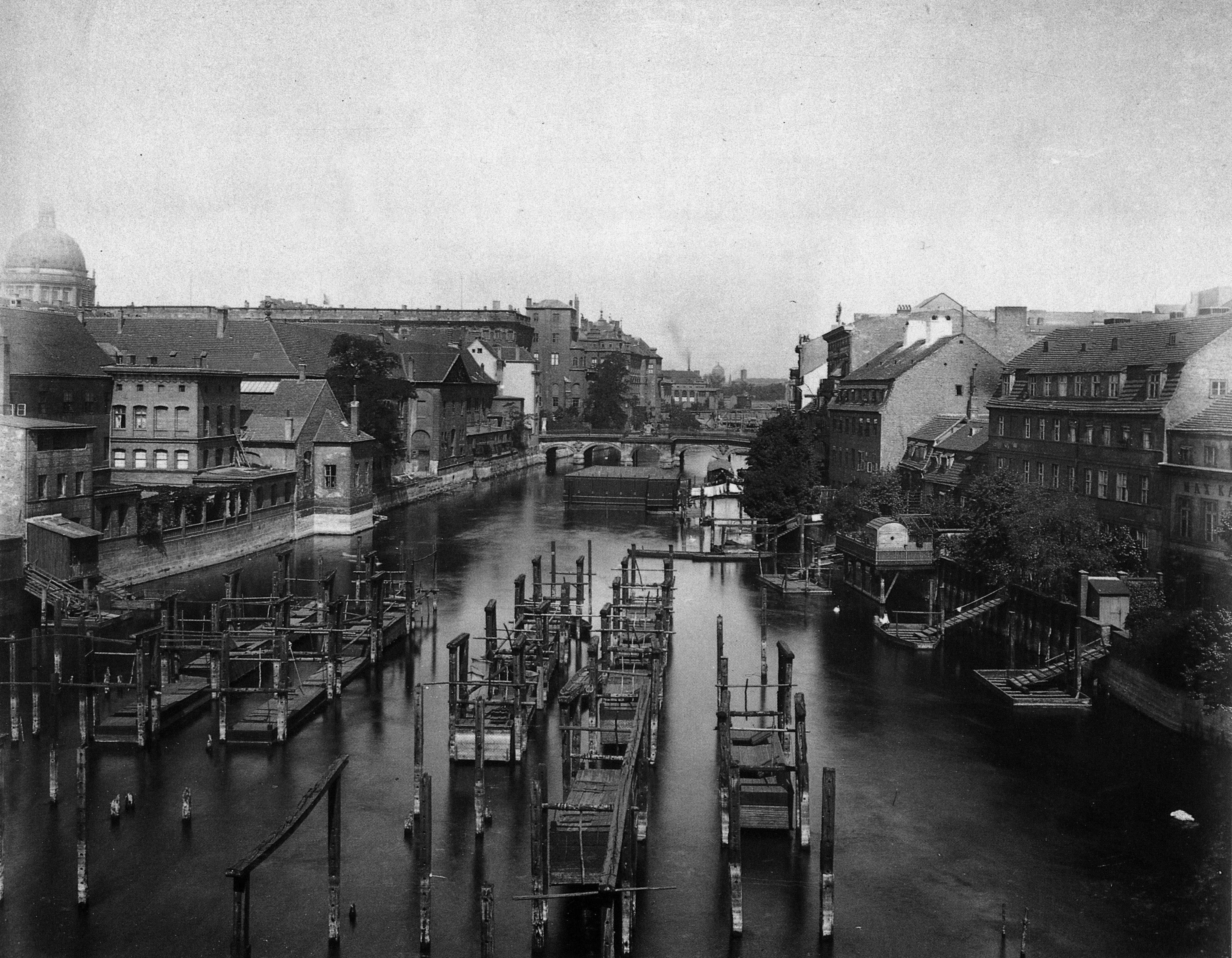
Вид на Шпре. Слева — Кёлльн с куполом Городского дворца, справа — Берлин. Около 1883 года

Кёлльн (нем. Cölln) — город, некогда существовавший на территории современного Берлина. Находился на острове Шпреинзель и в позднем Средневековье слился с Берлином.

## Топоним
Предположительно, название города является передачей названия Кёльна на Рейне, что в свою очередь произошло от латинского colonia — «колония» (См. Колония Агриппина). Не исключено, что название образовано от старополабского *kol’no — «кол», то есть заточенная палка.

## История
В центре средневекового Кёлльна располагалась площадь Святого Петра (нем. Petriplatz — Петриплац) с находившимися рядом с ней церковью Святого Петра (нем. Petrikirche — Петрикирхе) на улице Гертрауденштрассе и Кёлльнской ратушей на улице Брюдерштрассе. Историческая застройка этой части Берлина была разрушена во Вторую мировую войну и не сохранилась. На этом месте в настоящее время находятся построенные в послевоенные годы бывшее здание Государственного совета ГДР, жилые дома, а также проходят транспортные магистрали города. Церковь получила название в честь апостола Петра, поскольку большинство жителей Кёлльна были рыбаками. На восточном берегу Шпре в Берлине жили преимущественно купцы и извозчики. За пользование единственным в этих местах переходом через Шпре Мюлендамм (нем. Mühlendamm — мельничная плотина) на пути из Франкфурта-на-Одере в Магдебург взимались торговые пошлины. Центром другого города — Берлина — была церковь Святого Николая, покровительствовавшего купцам. От воды с плотины Мюльдамм работали мельницы. Более зажиточные берлинцы вскоре построили вторую церковь — Мариенкирхе.
Первое сохранившееся упоминание Кёлльна относится к 1237 году, на семь лет раньше Берлина. Города, соединявшиеся Мюльдаммом, объединились в 1307 году. В объединённой городской управе преобладали берлинцы. Для сохранения своих городских привилегий от князей и других внешних угроз объединённый город вступил в 1308 году в союз с другими городами Бранденбургской марки: Франкфуртом-на-Одере, Бранденбургом-на-Хафеле и Зальцведелем.
В 1442 году курфюрст Фридрих II отменил совместное городское управление Берлина и Кёлльна. Помимо этого Кёльн был вынужден отдать курфюрсту за возведение крепости территорию, где позднее был возведён Городской дворец Берлина.
В 1658—1683 годах при курфюрсте Фридрихе Вильгельме I по проекту Иоганна Грегора Мемхардта вокруг Кёлльна и Берлина были возведены крепостные укрепления вдоль старой городской стены. Сохранившиеся до настоящего времени остатки бастионов можно увидеть на площади Хаусфогтайплац (нем. Hausvogteiplatz). На южном берегу Шпре внутри новой укреплённой стены появился пригород Кёлльна Ной-Кёлльн.
В 1710 году города Берлин, Кёлльн, Фридрихсвердер, Доротеенштадт и Фридрихштадт были объединены в «главную королевскую резиденцию Берлин». Для дальнейшего развития города-резиденции в 1834 году крепостные укрепления стали сносить, и город стал расти за счёт пригородов.
В Средние века в Кёлльне проживало около 1400 человек. В составе Берлина Кёлльн охватывал весь остров Шпрееинзель, и в 1871 году его численность достигла рекордных 16 554 человека. В 1910 году численность населения составляла лишь 6 895 человек. В 1920 году Кёлльн вошёл в новый городской округ Митте.
Во Вторую мировую войну территория Кёлльна подверглась значительным разрушениям, от исторического района ничего не осталось. Название «Кёлльн» в современном берлинском обиходе не используется.
На территории Кёлльна находятся (находились):
- Городской дворец (снесён, построен заново)
- Дворцовая площадь
- Люстгартен
- Берлинский кафедральный собор
- Музейный остров, где находятся:
  - Музей Боде
  - Старая национальная галерея
  - Пергамский музей
  - Новый музей
  - Старый музей
- Дворец Республики (демонтирован)
- здание Государственного совета ГДР